# Theodor Christian Egeberg
Theodor Christian Egeberg (Oslo, 23 februari 1847 – aldaar 2 juni 1915) was een Noors medicus.

## Achtergrond
Hij werd geboren in het gezin van chirurg Christian August Egeberg en Jeanette Sophie Broch. Zijn oudere zusters Betty Egeberg en Anna Egeberg werden respectievelijk pianiste en componiste. Hij huwde in 1875 Anna Karen Louise Dahll (21 juli 1852- 6 november 1880), die in het kraambed van zoon Christian August (28 oktober 1880- 10 november 1880) stierf. Egeberg, zelf talentvol cellist , liet in zijn testament behoorlijke bedragen na ter bevordering van de orkest- en kamermuziek in Noorwegen, alsook voor humanitaire doeleinden.

## Werk
Hij rondde de studie candidata medicinæ in 1872 af aan de Universiteit van Oslo en werd vervolgens net als zijn vader arts en chirurg. Van 1875 tot 1878 werkte hij in het Rikshospitalet in Oslo. In 1887 was hij werkzaam in het Vor Frue Hospital in Oslo. Hij was lijfarts van koning Oscar II van Zweden (1889) en Haakon VII van Noorwegen (1905). Hij was trouwens arts aan het hof van de Noorse koninklijke familie. Hij schreef een aantal medische verhandelingen over chirurgie.